# Liga okręgowa (2015/2016)
Liga okręgowa 2015/2016 była 13. edycją rozgrywek oddzielnego szóstego poziomu ligowego piłki nożnej mężczyzn w Polsce w województwie zachodniopomorskim, które prowadzone były w 2 grupach. Mistrzowie i wicemistrzowie obu grup awansowali do IV ligi, gr. zachodniopomorskiej. Najsłabsze drużyny z obu grup spadły do odpowiedniej terytorialnie klasy okręgowej.

## Grupa koszalińska

### Drużyny
| Uczestnicy poprzedniej edycji                                                                                 | Uczestnicy poprzedniej edycji | Uczestnicy poprzedniej edycji | Uczestnicy poprzedniej edycji |
| --- | ----------------------------- | ----------------------------- | ----------------------------- |
| MAL | Arkadia Malechowo             | 3                             |                               |
| WBI | Wybrzeże Biesiekierz          | 4                             |                               |
| VSI | Victoria Sianów               | 5                             |                               |
| SŁA | Sława Sławno                  | 6                             |                               |
| KCZ | Korona Człopa                 | 8                             |                               |
| POL | Gryf Polanów                  | 9                             |                               |
| HBB | Hubertus Biały Bór            | 10                            |                               |
| BA2 | Bałtyk II Koszalin            | 11                            |                               |
| LE2 | Leśnik II Manowo              | 12                            |                               |
| OZŁ | Olimp Złocieniec              | 141                           |                               |
| Spadek z IV ligi 2014/2015                                                                                    |                               |                               |                               |
| grupa zachodniopomorska                                                                                       |                               |                               |                               |
| CZA | Lech Czaplinek                | 14                            |                               |
| Awans z klasy okręgowej 2014/2015                                                                             |                               |                               |                               |
| grupa Koszalin (południe)                                                                                     |                               |                               |                               |
| BBA | Błonie Barwice                | 1                             |                               |
| OWA | Orzeł Wałcz                   | 2                             |                               |
| grupa Koszalin (północ)                                                                                       |                               |                               |                               |
| KAR | Sokół Karlino                 | 1                             |                               |
| MBO | Mechanik Bobolice             | 2                             |                               |
| Oznaczenia: - kolumna pierwsza – skróty nazw drużyn, - kolumna trzecia – miejsce zajęte w poprzednim sezonie. |                               |                               |                               |

Objaśnienia:
1. Zryw Kretomino wycofał się po zakończeniu poprzedniego sezonu, w związku z czym utrzymać mógł się Wielim Szczecinek, który jednak po sezonie połączył się z Darzborem Szczecinek, w związku z czym utrzymał się ostatecznie Olimp Złocieniec.

### Tabela
| Lp. | Drużyna                   | M  | Z  | R | P  | Bramki | Bramki | Różn. | Pkt | Uwagi                                                          | Bezpośrednio |
| --- | ------------------------- | -- | -- | - | -- | ------ | ------ | ----- | --- | -------------------------------------------------------------- | ------------ |
| 1   | Arkadia Malechowo (M) (A) | 28 | 21 | 5 | 2  | 76     | 23     | +53   | 68  | Awans do IV ligi                                               |              |
| 2   | Gryf Polanów (A)          | 28 | 20 | 2 | 6  | 72     | 34     | +38   | 62  | Awans do IV ligi                                               |              |
| 3   | Lech Czaplinek            | 28 | 18 | 3 | 7  | 67     | 31     | +36   | 57  |                                                                |              |
| 4   | Sława Sławno              | 28 | 15 | 5 | 8  | 83     | 49     | +34   | 50  |                                                                |              |
| 5   | Mechanik Bobolice         | 28 | 14 | 6 | 8  | 73     | 46     | +27   | 48  | MBO – KAR 2:1 KAR – MBO 1:2                                    |              |
| 6   | Sokół Karlino             | 28 | 15 | 3 | 10 | 63     | 37     | +26   | 48  | MBO – KAR 2:1 KAR – MBO 1:2                                    |              |
| 7   | Victoria Sianów           | 28 | 11 | 9 | 8  | 62     | 61     | +1    | 42  |                                                                |              |
| 8   | Korona Człopa             | 28 | 11 | 6 | 11 | 61     | 57     | +4    | 39  |                                                                |              |
| 9   | Błonie Barwice            | 28 | 11 | 3 | 14 | 41     | 57     | −16   | 36  |                                                                |              |
| 10  | Bałtyk II Koszalin        | 28 | 10 | 4 | 14 | 52     | 52     | 0     | 34  | BA2: 7 pkt, różn. +3 OWA: 6 pkt, różn. -1 OZŁ: 4 pkt, różn. -2 |              |
| 11  | Orzeł Wałcz               | 28 | 10 | 4 | 14 | 43     | 62     | −19   | 34  | BA2: 7 pkt, różn. +3 OWA: 6 pkt, różn. -1 OZŁ: 4 pkt, różn. -2 |              |
| 12  | Olimp Złocieniec          | 28 | 10 | 4 | 14 | 39     | 42     | −3    | 34  | BA2: 7 pkt, różn. +3 OWA: 6 pkt, różn. -1 OZŁ: 4 pkt, różn. -2 |              |
| 13  | Leśnik II Manowo (S)      | 28 | 8  | 6 | 14 | 47     | 53     | −6    | 30  | Spadek do klasy okręgowej                                      |              |
| 14  | Hubertus Biały Bór (S)    | 28 | 4  | 2 | 22 | 27     | 84     | −57   | 14  | Spadek do klasy okręgowej                                      |              |
| 15  | Wybrzeże Biesiekierz (S)  | 28 | 0  | 2 | 26 | 25     | 143    | −118  | 2   | Spadek do klasy okręgowej                                      |              |

## Grupa szczecińska

### Drużyny
| Uczestnicy poprzedniej edycji                                                                                 | Uczestnicy poprzedniej edycji    | Uczestnicy poprzedniej edycji | Uczestnicy poprzedniej edycji |
| --- | -------------------------------- | ----------------------------- | ----------------------------- |
| MOR | Morzycko Moryń                   | 3                             |                               |
| PON | Pomorzanin Nowogard              | 4                             |                               |
| DOB | Zorza Dobrzany                   | 5                             |                               |
| SLI | Stal Lipiany                     | 6                             |                               |
| PEŁ | Kłos Pełczyce                    | 7                             |                               |
| WEG | Sparta Węgorzyno                 | 8                             |                               |
| INA | Ina Ińsko                        | 9                             |                               |
| PPŁ | Polonia Płoty                    | 10                            |                               |
| Spadek z IV ligi 2014/2015                                                                                    |                                  |                               |                               |
| grupa zachodniopomorska                                                                                       |                                  |                               |                               |
| ENG | Energetyk Gryfino                | 12                            |                               |
| ARS | Arkonia Szczecin                 | 13                            |                               |
| SSZ | Stal Szczecin                    | 15                            |                               |
| SDO | Sarmata Dobra                    | 16                            |                               |
| Awans z klasy okręgowej 2014/2015                                                                             |                                  |                               |                               |
| grupa Szczecin (południe)                                                                                     |                                  |                               |                               |
| BŁ2 | Błękitni II Stargard Szczeciński | 1                             |                               |
| PKA | Piast Karsko                     | 2                             |                               |
| grupa Szczecin (północ)                                                                                       |                                  |                               |                               |
| REG | Rega Trzebiatów                  | 1                             |                               |
| IGO | Iskra Golczewo                   | 2                             |                               |
| Oznaczenia: - kolumna pierwsza – skróty nazw drużyn, - kolumna trzecia – miejsce zajęte w poprzednim sezonie. |                                  |                               |                               |

### Tabela
| Lp. | Drużyna                          | M  | Z  | R  | P  | Bramki | Bramki | Różn. | Pkt | Uwagi                     | Bezpośrednio                |
| --- | -------------------------------- | -- | -- | -- | -- | ------ | ------ | ----- | --- | ------------------------- | --------------------------- |
| 1   | Energetyk Gryfino (M) (A)        | 30 | 24 | 5  | 1  | 86     | 24     | +62   | 77  | Awans do IV ligi          |                             |
| 2   | Sparta Węgorzyno (A)             | 30 | 20 | 5  | 5  | 66     | 36     | +30   | 65  | Awans do IV ligi          |                             |
| 3   | Morzycko Moryń                   | 30 | 19 | 4  | 7  | 89     | 40     | +49   | 61  |                           |                             |
| 4   | Stal Szczecin2                   | 29 | 17 | 6  | 6  | 86     | 35     | +51   | 57  |                           |                             |
| 5   | Rega Trzebiatów                  | 30 | 15 | 10 | 5  | 61     | 44     | +17   | 55  |                           |                             |
| 6   | Ina Ińsko                        | 30 | 13 | 6  | 11 | 54     | 49     | +5    | 45  |                           |                             |
| 7   | Arkonia Szczecin                 | 30 | 11 | 11 | 8  | 53     | 38     | +15   | 44  |                           |                             |
| 8   | Iskra Golczewo                   | 30 | 12 | 7  | 11 | 55     | 49     | +6    | 43  |                           |                             |
| 9   | Błękitni II Stargard Szczeciński | 30 | 13 | 3  | 14 | 78     | 66     | +12   | 42  |                           |                             |
| 10  | Piast Karsko                     | 30 | 12 | 4  | 14 | 51     | 61     | −10   | 40  |                           |                             |
| 11  | Zorza Dobrzany                   | 30 | 9  | 6  | 15 | 44     | 56     | −12   | 33  |                           |                             |
| 12  | Stal Lipiany1                    | 30 | 9  | 5  | 16 | 57     | 81     | −24   | 32  | Drużyna wycofana          | SLI – PPŁ 4:5 PPŁ – SLI 1:4 |
| 13  | Polonia Płoty1                   | 30 | 10 | 2  | 18 | 50     | 71     | −21   | 32  |                           | SLI – PPŁ 4:5 PPŁ – SLI 1:4 |
| 14  | Kłos Pełczyce (S)                | 30 | 8  | 3  | 19 | 36     | 57     | −21   | 27  | Spadek do klasy okręgowej |                             |
| 15  | Pomorzanin Nowogard2 (S)         | 29 | 4  | 4  | 21 | 25     | 69     | −44   | 16  | Spadek do klasy okręgowej |                             |
| 16  | Sarmata Dobra (S)                | 30 | 2  | 1  | 27 | 15     | 130    | −115  | 7   | Spadek do klasy okręgowej |                             |